# 小田雅弘
小田 雅弘（おだ まさひろ、1960年（昭和35年）2月15日 -）は、日本のモデラー、作家。1980年代に活動したモデラー集団「ストリームベース」の中心人物である。

## 来歴・人物
東京都渋谷区生まれ。7歳頃から飛行機のプラモデルを作るようになる。高校時代に、SF映画雑誌『スターログ日本版』のSFキャラクターモデルの記事でライターデビュー。
成城大学経済学部経営学科に入学した頃に、模型店の常連の同志で「ストリームベース」を結成。メンバーのうち小田を含む数名はアニメ『機動戦士ガンダム』に熱中し、プラモデル発売前から同作品に登場するロボット兵器「モビルスーツ (MS)」の模型を自作していた。すでに模型雑誌『ホビージャパン』でライターをしていたメンバーのつてで、同誌1980年8月号の『ガンダム』特集から模型製作ライターとしての活動を開始。直後のガンダムブーム・ガンプラブームに乗る形で発行された同誌の別冊『HOW TO BUILD GUNDAM』および『同2』によって、小中学生を中心としたガンダムファンの間にストリームベースおよび小田らの名が知れ渡ることとなった。
1981年に創刊された漫画雑誌『コミックボンボン』でもガンプラの作例を担当。1983年、『ガンダム』の新たなメカニックデザイン企画であり、ガンプラの新シリーズでもある『モビルスーツバリエーション (MSV)』の企画に参加。設定解説、設計監修および試作を担当。続編の『MS-X』の企画にも参加するが、アニメの続編である『機動戦士Ζガンダム』の制作が決定したことにより商品化は頓挫した。
その後、模型雑誌『モデルグラフィックス』に活動の場を移し、『Ζガンダム』に登場するメカの作例を手掛けるが、体調不良により続編の『機動戦士ガンダムΖΖ』に関する作例は発表していない。ただし、『ΖΖ』中盤に登場するMSの設定およびデザイン（おもに既存MSの新たなバリエーション機）のために同誌の関係者であった近藤和久、かときすなを、あさのまさひこ、高橋昌也らとともにチームを編成し、小田はザク・マリナーやザクIIIのデザインを手掛けるなどしている。
1988年からアニメ雑誌『ニュータイプ』で模型関連のページを担当するが、1991年に速水仁司と交代。家業に専念するため執筆活動を休止するが、1994年からトイズプレス発行の雑誌『テールズ・オブ・ジョーカー』や『トイズ』にコラムを寄稿し、執筆活動を再開した。2022年には、「企画協力」としてウェブサイト『魂ウェブ』の企画「MS開発秘録」に参加、久方ぶりにMSの設定解説を執筆している。

## 著書
- 『プラモテクニック教室』（講談社、1984年1月、構成）
- 『模型歳時記』（トイズプレス、2012年12月）
- 『ガレージキット誕生物語』（トイズプレス、2013年4月）
- 『ガンダムデイズ』（トイズプレス、2018年9月）

## 連載記事
単行本化されたものは除く。
- 「ミリタリー・ダグラム ひょっとしたら、モデラーの役に立つかもしれないCBアーマー開発史」（『デュアルマガジン』創刊2号-第5号、1982年9月-1983年6月）
- 「モビルスーツヒストリー」（「ストリームベース」名義、『コミックボンボン』1983年2月号-11月号）
- 「モデル・ワークショップ」（『ニュータイプ』1988年1月号-1989年3月号）
- 「モデルガイド」（『ニュータイプ』1989年4月号-1991年3月号）

## ウェブ企画
- 「MS開発秘録」（企画協力、『魂ウェブ』、2022年）